# دامبوریتسه
دامبوریتسه (به چکی: Dambořice) یک منطقهٔ مسکونی در جمهوری چک است که در ناحیه هودونین واقع شده‌است. دامبوریتسه ۱٬۳۶۴ نفر جمعیت دارد.